# Adrián Holešinský
Adrián Holešinský (n. 11 februarie 1996, Čadca, Žilinský kraj, Slovacia) este un jucător de hochei pe gheață ce a reprezentat Slovacia, medaliat olimpic. A participat la 1 ediție a Jocurilor Olimpice (2022) în care a câștigat 1 medalie de bronz.